# Gerard Peijnenburg

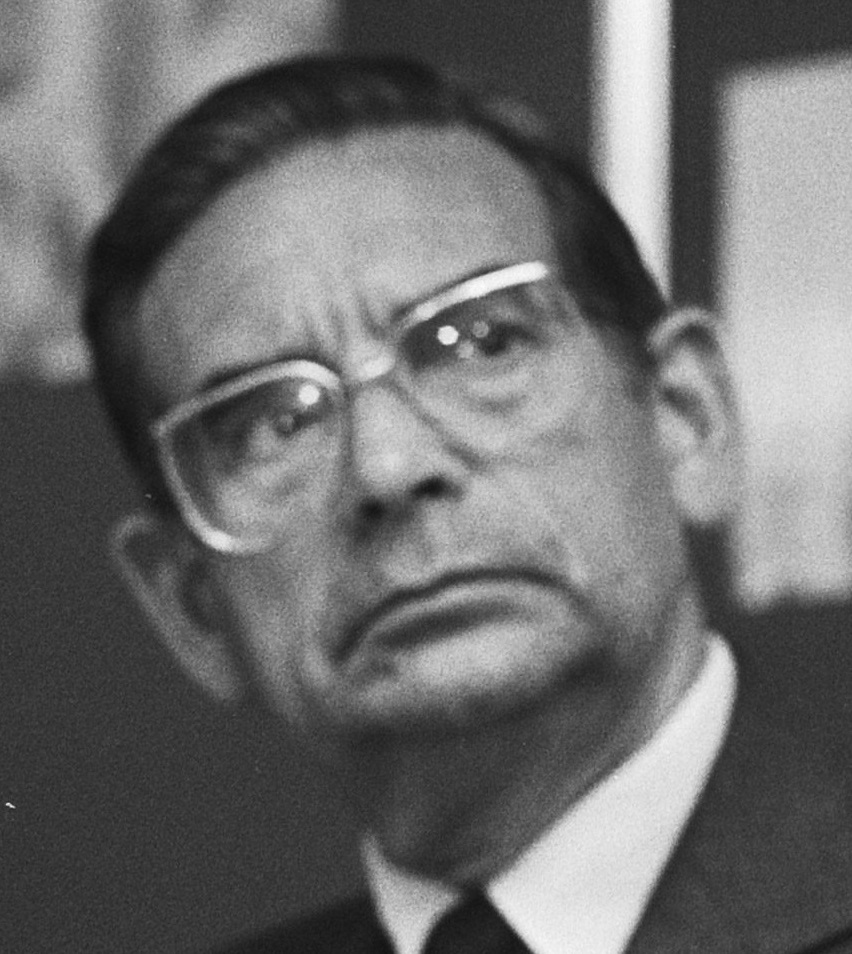
Gerard Peijnenburg (1983)

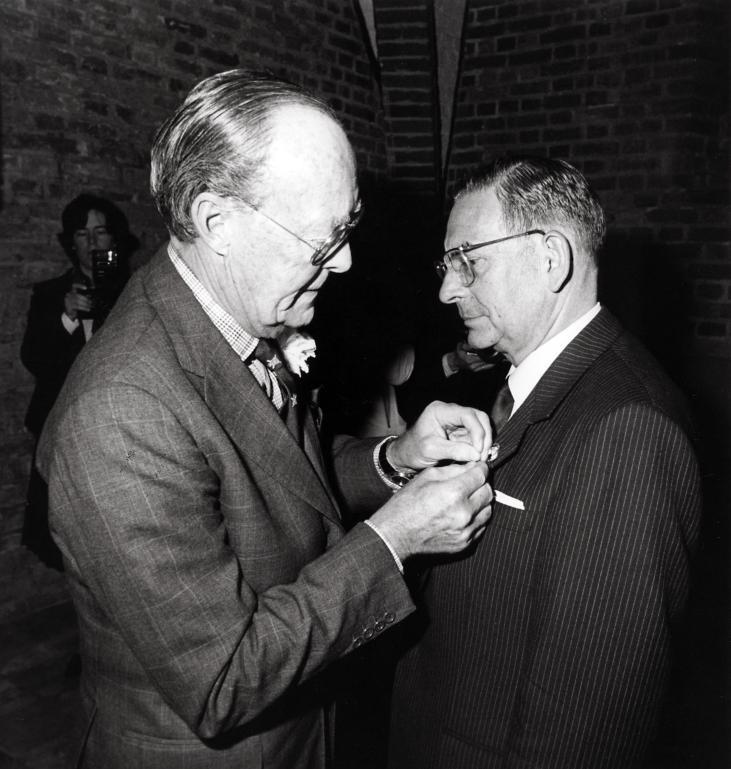
Gerard Peijnenburg (rechts) bei der Verleihung der Prins Maurits-Medaille durch Prinz Bernhard (17. Mai 1984)

Gerard Henri Joan Marie Peijnenburg (* 12. Juni 1919 in Asten, Provinz Nordbrabant; † 2. Januar 2000 in Wassenaar, Provinz Südholland) war ein niederländischer Verwaltungsbeamter, der zeitweilig Staatssekretär des Verteidigungsministeriums war.

## Leben
Peijnenburg absolvierte nach dem Besuch der Höheren Bürgerschule eine Ausbildung zum Reserveoffizier an der Reserveoffiziersschule in Breda und begann danach ein Studium der Wirtschaftswissenschaften an der Wirtschaftshochschule Rotterdam, ehe er sich während der Operation Market Garden im Zweiten Weltkrieg der 82. US-Luftlandedivision anschloss, um an den Gefechten um Nijmegen teilzunehmen. Danach diente er kurzzeitig als Reserveoffizier im Stab von Bernhard zur Lippe-Biesterfeld, dem Prinzgemahl der Königin Juliana, sowie anschließend zwischen 1945 und 1947 als Beamter im Organisationsbüro des Militärkabinetts des Kriegsministers (Minister van Oorlog).
In der Folgezeit war Peijnenburg im Bildungsbüro der Armee im Hauptquartier des Generalstabes tätig, ehe er 1948 Beamter in der Abteilung für Dienstpflichtangelegenheiten des Kriegsministeriums sowie 1954 Leiter der für Freistellungen, Dienstzeitverlängerungen und Besoldung zuständigen Sektion 2 der Personaldirektion des Kriegsministeriums wurde. Nachdem er von 1958 bis 1962 Leiter der Abteilung für Dienstpflichtangelegenheiten sowie zwischen 1962 und 1963 stellvertretender Generaldirektor des Verteidigungsministeriums (Ministerie van Defensie) fungierte, war er zwischen 1963 und Mai 1965 stellvertretender Generalsekretär des Verteidigungsministeriums. Für seine Verdienste wurde ihm am 29. April 1961 das Offizierskreuz des Orden von Oranien-Nassau verliehen.
Am 13. Mai 1965 wurde Peijnenburg von Ministerpräsident Jo Cals zum Staatssekretär für Angelegenheiten des Heeres (Koninklijke Landmacht) im Verteidigungsministerium in dessen Kabinett berufen und bekleidete diese Funktion auch in der darauf folgenden von Jelle Zijlstra gebildeten Regierung bis zum 5. April 1967. Nach seinem Ausscheiden aus der Regierung wurde ihm am 17. April 1967 das Ritterkreuz des Orden vom Niederländischen Löwen verliehen.
Nachdem er 1968 Vorsitzender der Verteidigungsprüfkommission sowie von August 1968 bis 1969 Vorsitzender der Wehrpflichtkommission war, wurde Peijnenburg am 1. Januar 1969 Generalsekretär und damit höchster Verwaltungsbeamter des Verteidigungsministeriums und bekleidete diese Funktion bis zu seinem Eintritt in den Ruhestand am 1. Juli 1984. Für seine langjährigen Verdienste wurde er am 29. April 1981 Kommandeur des Orden von Oranien-Nassau und erhielt darüber hinaus am 15. Juni 1984 das Ehrenkreuz des Hausorden von Oranien. Zuletzt engagierte er sich seit 1985 als Mitglied des Rates für Denkmäler und wurde 1989 auch Vorsitzender beziehungsweise Mitglied der Reichskommission für das Denkmalkataster und der Reichskommission für Denkmalpflege.
Gerard Peijnenburg war ein Cousin von Rinus Peijnenburg, der für die Katholieke Volkspartij (KVP) mehrere Jahre Mitglied der Zweiten Kammer der Generalstaaten sowie vom 19. Dezember 1977 bis zum 1. April 1979 Minister ohne Geschäftsbereich mit der Zuständigkeit für Wissenschaftspolitik in der ersten Regierung von Dries van Agt war.